# Museu de Sóller
El Museu de Sóller és un museu pluridisciplinari situat a Sóller (Mallorca). Està dedicat a l'arqueologia, l'etnologia, la pintura i la ceràmica. Està situat a ca'n Mo, una casa senyorial construïda l'any 1740. Organitza exposicions, concerts i conferències. Va ser fundat l'any 1958.